# Alonso de Vandelvira
Para otros arquitectos de su mismo apellido, ver Vandelvira
Alonso de Vandelvira y Luna (Úbeda, febrero de 1544-Cádiz, c. 1627) fue un arquitecto castellano de los siglos xvi y xvii. Sus edificios son de estilo manierista tardío.

## Vida
Su padre, el arquitecto Andrés de Vandelvira, se casó con Luisa de Luna en 1534. Cada uno llevó como dote 100 000 maravedís. Según el testamento de Andrés, de 1568, este logró juntar a lo largo de su vida un gran patrimonio con fincas, casas, muebles y ropas, entre otras cosas.
El matrimonio tuvo siete hijos, que fueron: Alonso, Catalina, Francisco, Pedro, Juan, Cristóbal y Bernardino.
Alonso, el primogénito, debió nacer en la primera semana de febrero de 1544 en la casa que tenían sus padres en la calle de Cózar de Úbeda. Fue bautizado en la Iglesia de Santo Tomás Apóstol, ya desaparecida, el 10 de febrero de ese año por el párroco Juan García Rox.
Alonso debió aprender el oficio de su padre y es muy posible que le acompañase en su viaje a Sevilla de 1557, donde, junto con otros maestros mayores de obras como Hernán Ruiz II, se determinó qué obras necesitaba la Capilla Real de la catedral.
Alonso se formó con la ayuda de la biblioteca paterna. En ella estaba el libro De architectura de Vitruvio, de la segunda mitad del siglo XV, que fue completado y corregido en una edición en Venecia de 1511 y reeditado en 1513, 1522 y 1523. También había dos volúmenes de Sebastiano Serlio, uno de los cuales probablemente era Tercero y Quarto Libro de Architectura de Sebastiano Serlio Boloñés. En los quales se trata de las maneras de como se pueden adornar los hedificios: con los exemplos de las antigüedades. Agora nuevamente traduzido de Toscano en Romance castellano, por Francisco Villapando, que había sido publicado en Toledo en 1552 y reeditado en 1563 y el otro, acerca de la perspectiva, era seguramente Il primo libro d'Archittectura con Il secondo libro di perspettia, di Sebastiano Serlio Bolognese, publicado en París en 1545. La académica Barbé-Coquelin de Lisle, al estudiar las matemáticas empleadas por los Vandelvira, llegó a la conclusión de que también leyeron el capítulo primero, sobre geometría, de la obra Fragmentos mathemáticos, en que se tratan cosas de geometría, y astronomía, y geographía, y philosophia natural, y esphera, y astrolabio, y navegación, y relojes de Juan Pérez de Moya, publicada en Salamanca en 1568.
Un libro que Alonso debió adquirir, y que usó profusamente, fue el Extraordinario libro di Archittetura de Sebastiano Serlio, publicado por primera vez en Lyon en 1551 y reeditado muchas veces.
Otras obras que debió consultar Alonso fueron: el libro Regole delli cinque ordini dell'architettura in 32 tavole de Jacopo Vignola, publicado originalmente en 1562 y traducido al español por Patricio Cajés en 1593; y el manuscrito Libro de Arquitectura de Hernán Ruiz II.
Existe la posibilidad de que Alonso de Vandelvira tuviese acceso a alguna edición italiana de Los cuatro libros de arquitectura de Andrea Palladio.
Alonso de Vandelvira trabajó de moldurero algunas semanas de los años 1561, 1564 y 1565 en la Catedral de Sevilla.
La familia permaneció afincada en Úbeda hasta que Andrés se trasladó con ella a Jaén en 1566. La madre falleció en 1568.
En 1570 Alonso consta en un documento notarial como vecino de Jaén, aunque estaba residiendo temporalmente en Villacarrillo, donde su familia tenía muchos bienes.
Hacia 1571 Alonso se casó en Sabiote con Ana Antolínez Melgarejo. Esta dama tenía dos hermanos que eran regidores e inquisidores en ese lugar. Andrés le dio a su hijo con motivo de su boda bienes por valor de 1 500 ducados a cuenta de la herencia de su madre.
El matrimonio de Alonso y Ana vivió en unas casas junto a la Iglesia de San Pedro de Sabiote. Las casas tenían un gran corral. El 18 de abril de 1589 Alonso vendió parte de ese corral al señor de la villa, el marqués de Camarasa Francisco de los Cobos y Luna, por 6 340 maravedís.
En 1572 el Concejo de Sabiote le dio a Alonso el beneficio de "repasto" para sus ganados y los del marido de su hermana Catalina, Pedro de Turel.
Como era hidalgo pudo iniciar una carrera política. Fue regidor del Concejo de Sabiote entre 1572 y 1573, así como entre 1574 y 1575. Se dedicó a gestionar asuntos de la villa. En febrero de 1573 fue a ver al obispo de Jaén por asuntos de la Iglesia de San Pedro.
En 1575 murió su padre, Andrés, dejando a su hijo Alonso posesiones en Villacarrillo y Úbeda. También le fue legada una capellanía en la Iglesia de la Asunción de Villacarrillo, donde el capellán era su hermano Pedro.
El 17 de enero de 1575 fue bautizado el primogénito de Alonso con el nombre de Andrés por el prior Juan Ximénez. Su hijo Juan declaró en un proceso el 5 de junio de 1611 tener "29 años poco más o menos", por lo que debió nacer hacia 1581-1582. Hay un Alonso de Vandelvira que declaró en el mismo proceso tener 14 años, por lo que seguramente sea un hijo de este arquitecto que habría nacido en Sevilla hacia 1597 y que habría ejercido como sacerdote en la Parroquia del Sagrario de Sevilla entre 1637 y 1646. Tuvo también una hija llamada Luisa, nacida según el historiador Ginés Torres Navarrete en 1580, que se casó en Sabiote en 1605 con Luis de Carmona del Villar, natural de Torreperogil, a donde el matrimonio se trasladó posteriormente. Del matrimonio entre Luisa y Luis nacieron dos hijos: Luis y Gregorio.
Entre 1580 y 1581 fue alcalde ordinario de Sabiote, ejerciendo funciones judiciales en asuntos civiles.
En 1583 pasó a ser depositario del pósito de Sabiote, donde se guardaban excedentes agrarios. Prestó a unos amigos una cantidad de trigo que no pudieron devolver, asunto que le llevó un tiempo a la cárcel de la villa. Estaba preso el 23 de noviembre de 1584 pero ya se encontraba en libertad el 12 de diciembre del mismo año.
En 1588 Alonso de Vandelvira se instaló en Sevilla para ejercer su oficio.
Alonso de Vandelvira es el autor de un conocido manuscrito titulado Libro de traças de cortes de piedra. Entregó el escrito a Juan de Valencia, que murió en 1591, por lo que debía estar terminado antes de esa fecha.
Según Ginés Torres de Navarrete, su esposa, Ana, debió morir antes de 1605.
En 1604 se trasladó a Sanlúcar de Barrameda para ser "maestro mayor de albañilería" del VII duque de Medina Sidonia. Según el historiador del siglo XVIII Pedro Velázquez Gaztelu, ejerció este cargo hasta 1615 con un pago de 20 000 maravedís al año. En 1605 estuvo transitoriamente trabajando en Huelva y en El Puerto de Santa María. En febrero de 1608 estaba trabajando en las fortificaciones de la ciudad de Cádiz y, en diciembre de 1609, su sobrino Andrés le calificó como "maestro mayor de cantería y albañilería de las obras de Su Magestad" en Cádiz. Continuaba con estas tareas en 1622.
Su hijo Juan aprendió el oficio paterno y figura a las órdenes de su padre en las obras del Santuario de Nuestra Señora de la Caridad de Sanlúcar de Barrameda en 1611.
En 1616 y 1619 figura realizando obras religiosas en la ciudad de Cádiz.
La última noticia documental sobre Alonso de Vandelvira es que otorgó testamento el 13 de enero de 1624 en Cádiz. En 1627 figura que su nieto Luis de Carmona y Vandelvira confeccionó documentos en aras de hacerse con la herencia que le había dejado.

## Obra
Entre 1573 y 1574 realizó obras en el pósito de Sabiote. Entre 1583 y 1584 realizó una fuente con varios caños para la conducción de aguas en las carnicerías. En 1584 realizó también un Calvario entre la puerta de la localidad y la actual Ermita de San Ginés. También diseñó el postigo de la muralla del Pelotero, inspeccionado por él mismo en 1584. En 1585 fue responsable de las trazas de la fuente de la puerta de la Canal.
Andrés de Vandelvira pudo haber sido el autor de las trazas de la reforma renacentista de la Iglesia de San Pedro de Sabiote. Su hijo Alonso pudo haber intervenido en la construcción entre 1571 y 1577. En 1577 Alonso Barba realizó nuevas trazas para terminar el templo. Alonso de Vandelvira fue el encargado, junto con Juan de Madrid, de continuar con las obras entre 1584 y 1588.
En 1589 el cantero Juan de la Torre le encargó a Alonso de Vandelvira terminar una portada, trazada por un autor desconocido, del Convento de Santa María de Jesús de Sevilla. En el friso de la portada está inscrito que se renovó en 1695.

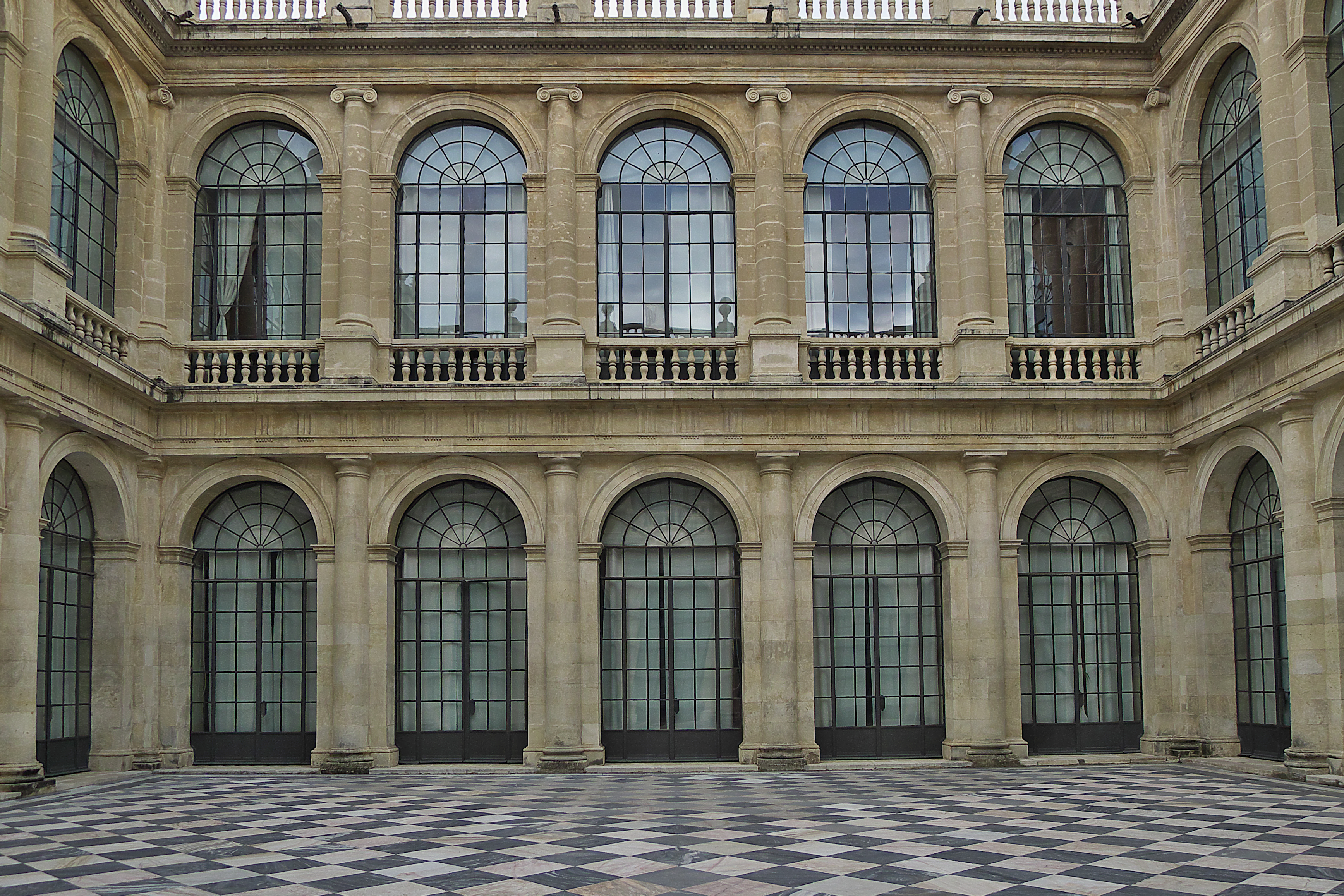
Patio del Archivo General de Indias.

Desde 1589 trabajó como aparejador en las obras de la Casa Lonja de los cargadores a Indias de Sevilla, un edificio trazado por Juan de Herrera. El maestro mayor de las obras era por entonces Juan de Minjares, que falleció en abril de 1599. Tras esto, Alonso de Vandelvira le sustituyó de forma interina hasta ser nombrado oficialmente maestro mayor de las obras en febrero del 1600.  Entre 1601 y 1609 las obras se ralentizaron por problemas económicos, aunque en 1604 se logró terminar otro lado del edificio, que daba a la plaza del Alcázar. Tras un parón, las obras se reemprendieron en 1609, pero Alonso había adquirido otros compromisos. Renunció a su cargo como maestro mayor de esta construcción en 1610. En 1785 este edificio pasó a albergar el Archivo General de Indias.
En septiembre de 1597 se contrató con él la construcción de la portada de la iglesia del Convento de Nuestra Señora de la Encarnación en Sevilla, de monjas agustinas. Se desconoce el autor de las trazas de esta portada, aunque pudo haber sido el mismo Alonso. Esta obra se perdió cuando el convento fue derribado en el siglo XIX, durante la invasión francesa.
En 1597 Alonso de Vandelvira trazó la portada del Colegio de San Hermenegildo, de los jesuitas. La obra fue realizada por él con la colaboración del cantero Mateo Esteban y del escultor Andrés de Ocampo. La obra se perdió cuando el colegio fue derribado en la década de 1950 para construir la Plaza de la Concordia, conservándose solamente su iglesia.
En 1602 hizo los planos de una nueva iglesia para el Convento de Santa Isabel, de comendadoras de la Orden de Malta, en Sevilla. Estos fueron revisados por el arquitecto del Arzobispado Vermondo Resta. El conjunto de la obra lo llevaron a cabo los albañiles Diego de Coronado y Juan de los Reyes, aunque el propio Alonso labró la portada principal en 1608. En 1609 Andrés de Ocampo realizó la labor escultórica.
En 1602 trazó también una nueva iglesia para el Convento del Santo Ángel de la Guarda, de carmelitas descalzos, en Sevilla. La obra comenzó en 1603 y estuvo a cargo del albañil Diego Rodríguez. El nuevo templo fue bendecido por el cardenal arzobispo Fernando Niño de Guevara el 16 de noviembre de 1608. La portada principal fue finalizada en 1640 y está atribuida a Pedro Sánchez Falconete.
En enero de 1615 el cabildo catedralicio de Sevilla decidió la construcción de un nuevo Sagrario. En la primavera de 1615 ya tenían un proyecto del mismo. Durante mucho tiempo se pensó que este era solamente obra de Miguel de Zumárraga, por entonces maestro mayor de la catedral, pero el académico Teodoro Falcón descubrió un informe de 1661 donde se mencionaban también como autores a Cristóbal de Rojas y Alonso de Vandelvira. No se sabe cuáles fueron las aportaciones de Alonso. Los cimientos se colocaron en 1617 y la primera piedra fue colocada por el arzobispo Pedro de Castro y Quiñones en 1618. Zumárraga estuvo trabajando en la construcción hasta su muerte, en 1630, siendo sucedido por Pedro Sánchez Falconete, que la terminó en 1661.
En 1604 fue contratado por el VII duque de Medina Sidonia, Alonso Pérez de Guzmán el Bueno. Su primer encargo para él fue terminar el campanario de la Iglesia de Nuestra Señora de la O de Sanlúcar de Barrameda, ese mismo año. En 1611 realizó el retablo mayor de esta iglesia, con ensamblaje y esculturas de Vicente Hernández. Este retablo fue sustituido en 1767.
La esposa del hijo del VII duque de Medina Sidonia, Juana Lorenza Gómez de Sandoval y de la Cerda, quiso fundar un convento de mercedarios descalzos en Huelva. Su marido, Manuel Alonso Pérez de Guzmán, consiguió autorización para la fundación en 1605. Para la fundación dispusieron de la Ermita de San Roque, situada en la calle de la Vega. Los académicos Teodoro Falcón y Fernando Cruz Isidoro atribuyen las trazas de la nueva iglesia conventual a Alonso de Vandelvira, aunque la ejecución de la obra debió correr a cargo de otros. El edificio es la actual Catedral de Huelva y quedan pocas huellas de la obra del siglo XVII, ya que fue muy reformado tras el terremoto de Lisboa de 1755.
La esposa del VII duque de Medina Sidonia, Ana de Silva y Mendoza, fue patrona desde 1605 del Convento de Regina Coeli, de clarisas, en Sanlúcar de Barrameda. Cristóbal de Rojas y Alonso de Vandelvira realizaron tras esto obras en la iglesia del convento. Concretamente intervinieron en los coros, la capilla mayor y la fachada que, con su doble portada gemela, ejerció una gran influencia en los conventos de monjas del Nuevo Mundo.
En 1517 se fundó el Convento de San Francisco de la Observancia de El Puerto de Santa María. Esta comunidad comenzó con la construcción de una nueva iglesia, dedicada a San Miguel Arcángel, a finales del siglo XVI. En 1605 Alonso de Vandelvira se encargó de concluir la capilla mayor de este templo, que estaba muy avanzada, por lo que su labor debió centrarse en las cubiertas. Los franciscanos fueron expulsados en 1835 y, en la actualidad, es la iglesia del Colegio de San Luis Gonzaga, de los jesuitas.
El duque y su esposa se hicieron cargo también del Hospital de San Pedro de Sanlúcar de Barrameda y auspiciaron su reconstrucción en 1606. Esta pudo haber sido realizada por Alonso de Vandelvira.
Hacia 1608 se colocó una imagen de la Virgen de la Caridad en la calle de la Bolsa de Sanlúcar de Barrameda. Se le atribuían curaciones milagrosas. Entonces el duque de Medina Sidonia trasladó la imagen a la capilla del Hospital de San Pedro, en la que se realizaron reformas entre 1608 y 1609. Como empezaron a acudir numerosos peregrinos, el duque decidió la construcción de una iglesia nueva y más grande, encargándole la tarea a Alonso de Vandelvira. Este arquitecto derribó la antigua capilla en 1610 y comenzó a construir el nuevo templo. Figura que participó en la construcción hasta 1613, cuando ya solamente faltaban por construir la sacristía y cosas menores. Durante todo el proceso, contó con la colaboración del albañil Bartolomé Rodríguez. En 1612 consta que Alonso realizó el retablo mayor de la iglesia.
Desde 1591 Cristóbal de Rojas trabajaba en las fortificaciones de Cádiz a las órdenes del ingeniero militar Tiburzio Spannocchi, el cual quería unir los baluartes de Santa María y Santiago, diseñados por Giovanni Battista Calvi, con los de Benavides y San Roque, diseñados por Giovan Giacomo Paleari Fratino. En 1596 una escuadra angloholandesa arrasó la ciudad. De Rojas fue relevado del cargo en 1603 y Spannocchi también abandonó la ciudad por falta de dinero. Sin embargo, De Rojas regresó en julio de 1607 para reanudar la obra con un presupuesto de 20 000 ducados. En febrero de 1608 aparece Alonso de Vandelvira, trabajando a las órdenes de De Rojas, en unos documentos que indican que las obras en el baluarte de San Roque habían terminado y que desde enero se estaba trabajando en el de Benavides. Vandelvira también debió intervenir en las siguientes obras de defensa: reparaciones en el fuerte de Santa Catalina, el baluarte de San Felipe y la casa de la munición; obras de conclusión de las torres de Hércules y San Sebastián, terminadas en 1614; construcción de los fuertes del Puntal y Matagorda; construcción del puente de Suazo; y la fortificación de la Caleta de Santa Catalina. De Rojas falleció en 1616. Existe documentación que indica que Vandelvira seguía como maestro mayor de obras de fortificación en 1622, cuando se le encargaron obras en la muralla del Vendaval.
El asalto de Cádiz por la escuadra angloholandesa en 1596 tuvo como consecuencia la destrucción de una torre con un reloj y una campana que tenía el ayuntamiento. En 1613 Alonso de Vandelvira, como maestro mayor municipal, proyectó una nueva fachada y una nueva torre. Las obras se prolongaron hasta la construcción de la portada, en 1620. El edificio fue reconstruido en estilo neoclásico en el siglo XIX por encontrarse en mal estado. La torre, no obstante, conserva parte de la fisionomía del siglo XVII.
Entre 1613 y 1616 fue corregidor de Cádiz el capitán Fernando de Quesada. Este realizó un memorial donde figura que, por estas fechas, Alonso de Vandelvira realizó las siguientes obras para el ayuntamiento gaditano: el Rastro para el sacrificio del ganado; un segundo granero para el pósito municipal; reforma del edificio que albergaba el Cuerpo de Guardia; construcción del retablo de la Capilla de San Pedro, de titularidad municipal, que había en el Hospital de la Misericordia; reedificación de la Ermita de Santa Catalina; y reparaciones en la Ermita de San Sebastián.
En 1616 Alonso de Vandelvira entregó las trazas de una nueva iglesia para el Convento de Santa María, de franciscanas concepcionistas. La obra fue contratada con los albañiles y canteros jerezanos Nicolás Ruiz Amarillo y Sebastián Jiménez. La Cofradía de Jesús Nazareno aprovechó la ocasión para pedir a la comunidad un lugar para rendir culto a sus titulares. El 4 de agosto las monjas le cedieron una zona contigua al lado de la epístola con la condición de que la construcción de la Capilla de Jesús Nazareno fuese a costa de la cofradía. Las trazas de esta capilla también fueron realizadas por Alonso de Vandelvira y la construcción fue llevada a cabo por los mismos que hicieron la iglesia.

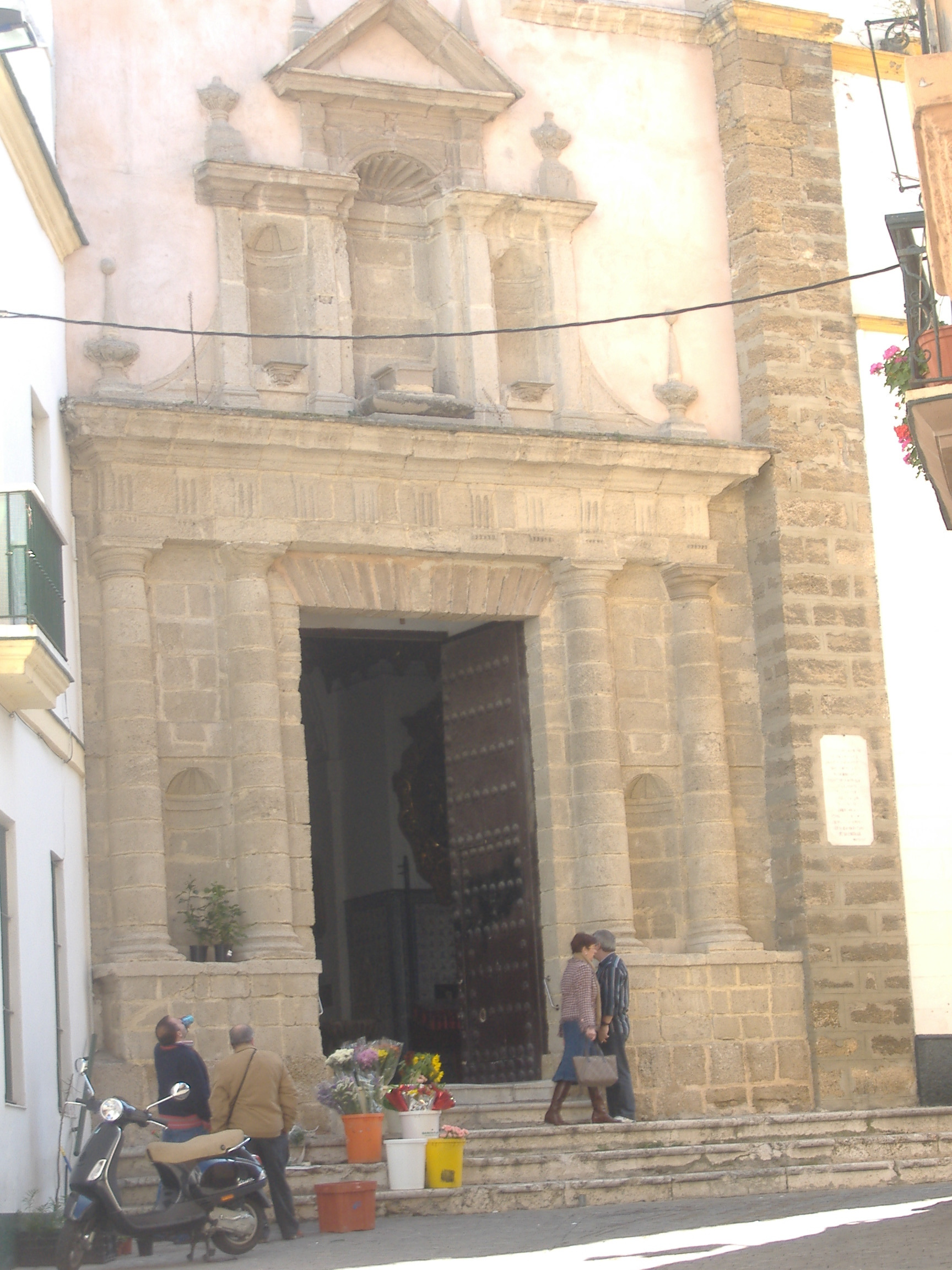
Portada de la Iglesia de Santa María de Cádiz, obra de Alonso de Vandelvira.

El VIII duque de Medina Sidonia, Manuel Alonso Pérez de Guzmán el Bueno y Silva, recibió autorización para fundar un convento de mercedarios descalzos en Sanlúcar de Barrameda en 1615. Los frailes se instalaron inicialmente en la Ermita de Nuestra Señora de Belén. El convento fue ampliándose con la adquisición de casas cercanas. El académico Alfredo José Morales Martínez documentó que las trazas de la iglesia del Convento de la Merced fueron realizadas por Alonso de Vandelvira, que también fue el que dirigió la obra inicialmente, en 1616. Sin embargo, en documentos de 1624 Juan de Oviedo y de la Bandera aparece como autor de las trazas. La explicación que da Morales Martínez es que, una vez comenzadas las obras, Oviedo modificó los alzados de Vandelvira. El albañil Antonio Sánchez llevó a cabo buena parte de la construcción. La obra estuvo supervisada por Bartolomé Rodríguez.
Alonso de Vandelvira también proyectó la reforma de la iglesia del Hospital de la Misericordia, de la Orden Hospitalaria de San Juan de Dios, en Cádiz. Las obras debieron tener lugar entre 1621 y 1622. Este diseño no se conserva, porque el templo fue reconstruido en un estilo más barroco a finales del siglo XVII.
En el asalto angloholandés de 1596 de Cádiz fue dañado un lienzo de la Virgen del Pópulo que se encontraba en una entrada de la muralla. Para preservar la imagen de la Virgen, el consistorio mandó hacer una capilla entre 1621 y 1624, que probablemente fue trazada y construida por Alonso de Vandelvira. La Real Capilla de Nuestra Señora del Pópulo se conserva, pero la fachada actual fue realizada en 1851 por Manuel García del Álamo.

## Libro de traças de cortes de piedra
Su manuscrito Libro de traças de cortes de piedra es el tratado de cantería más conocido. Debió escribirse posteriormente a 1578, por su alusión a la escalera de la Real Chancillería de Granada, terminada ese mismo año. Ya estaba terminado tres años después, porque se lo entregó a Juan de Valencia Alonso, que falleció en Madrid el 7 de junio de 1591.
El manuscrito original se ha perdido. Se conservan dos copias. La primera está en la Biblioteca Nacional de España y debió pertenecer a la biblioteca de Felipe V. Esta fue copiada a su vez en 1646 por Felipe Lázaro de Goiti, maestro mayor de la Catedral de Toledo, y ampliada con una serie de dibujos propios para su posterior edición. La segunda tiene algunos errores, lo que indica que fue copiada por un cantero que no entendió bien el original. Esta segunda copia perteneció a Bartolomé Zumbigo y Salcedo, arquitecto de la Catedral de Toledo desde 1671, y actualmente se encuentra en la Escuela de Arquitectura de Madrid.
El tratado parece haberse inspirado en el del arquitecto francés Philibert de l'Orme, versando su contenido sobre la geometría, tipos de arcos y pechinas, y la ornamentación; las habituales citas a Palladio y Serlio no oscurecen las que de modo especial dedica a su padre, Andrés de Vandelvira, al que parece homenajear el libro, pues son numerosas las obras de este contenidas en el tratado.
La bóveda vaída de principios del siglo XVII que hay a la entrada de la Iglesia de San Juan de los Caballeros de Jerez de la Frontera tiene piezas en disposición helicoidal, lo que aparece en escritos sobre cantería del siglo XVI como los de Philibert de l'Orme y Alonso de Vandelvira.